# Søren Kierkegaards Plads
Søren Kierkegaards Plads er en plads på Slotsholmen i København opkaldt efter teologen og filosoffen Søren Kierkegaard. Pladsen ligger langs med havnefronten mellem Det Kongelige Bibliotek, hvis hovedindgang vender ud mod pladsen, Tøjhusmuseet, Christian 4.s Bryghus og Frederiksholms Kanal.

## Historie
Pladsen blev anlagt i 1999 i forbindelse med opførelsen af Det Kongelige Biblioteks tilbygning Den Sorte Diamant.